# 倒立

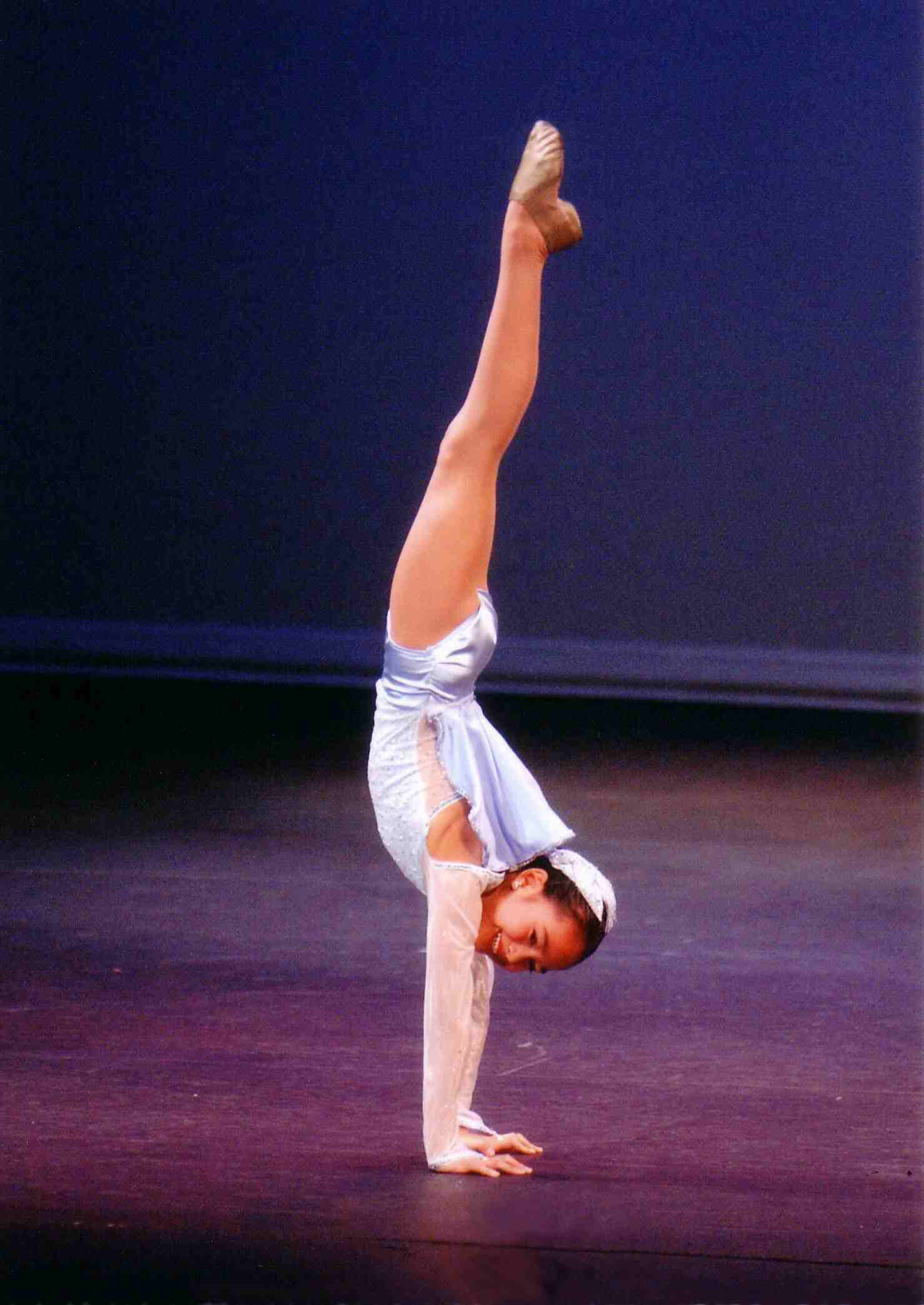
一个雜技舞者在用手行走穿越舞台前倒立靜止。

倒立是使用雙手來支撐，使身體維持上下鉛直顛倒的姿勢。 基本的倒立動作為手掌撐在地上，間距大約與肩同寬，手臂伸直且雙腳向上伸直使身體直立。 倒立有許多變化，但不論是什麼樣的倒立，倒立表演者皆必須具有良好的平衡感與上半身力量。
許多體育活動都會進行倒立，包括雜技舞蹈、啦啦隊、馬戲團、瑜伽和體操 。 一些倒立變化是在體操器械上進行的，而許多翻筋斗的過程都會包含倒立姿勢。霹靂舞在定住和踢腿中加入倒立。臂立跳水 – 競技平台跳水的其中一個類別 – 是以倒立開始的跳水。 游泳者如玩遊戲般進行水下倒立，他們的頭部，手臂和身體在水下，腿和腳在水面上方伸展，通常會有競賽，而獲勝者是能夠在水下倒立最長的人。
倒立這個動作還有各種其他的名稱。在瑜珈中，倒立被稱為手倒立式，翻譯過後的意思是臉朝下，很像樹的姿勢。在卡波耶拉中，名字來自於巴西的香蕉樹。